# Lixophaga sphenophori
Lixophaga sphenophori är en tvåvingeart som först beskrevs av Villeneuve 1911.  Lixophaga sphenophori ingår i släktet Lixophaga och familjen parasitflugor. Inga underarter finns listade i Catalogue of Life.